# Jan Antczak
Jan Antczak (ur. 1937 w Chodzieży) – polski działacz opozycyjny w okresie Polski Ludowej, w latach 1968–1997 pracował w Zakładach Porcelany Stołowej „Lubiana” w Kościerzynie.

## Życiorys
Z wykształcenia murarz, od 1951 r. pracował w różnych przedsiębiorstwach budowlanych. W 1965 r. rozpoczął pracę w Zakładach Porcelany Stołowej Chodzież, od 1968 r. pracował w Zakładach Porcelany Stołowej "Lubiana".  W sierpniu 1980 współorganizował strajk w Zakładach Porcelany Stołowej „Lubiana” w Kościerzynie – wybrano go na przewodniczącego Komitetu Strajkowego. Pełnił funkcję przewodniczącego Komitetu Założycielskiego, następnie Komisji Zakładowej (KZ). W 1981 jako delegat brał udział w I Walnym Zebraniu Delegatów Regionu Gdańskiego NSZZ „Solidarność”, wszedł w skład Zarządu Regionu Gdańskiego. Po wprowadzeniu w Polsce stanu wojennego 14 grudnia 1981 próbował zorganizować bierny strajk oraz kolportował komunikaty Krajowego Komitetu Strajkowego nawołujące do strajku generalnego. Został aresztowany 16 grudnia 1981 i skazany na jeden rok i dwa miesiące więzienia w zawieszeniu na trzy lata, uwolniono go 18 kwietnia 1982. Od 1989 ponownie działał w Solidarności, współorganizował Komitet Obywatelski „Solidarność” w Kościerzynie. W latach 1989–1997 był przewodniczącym KZ, a od 1997 Honorowym Przewodniczącym KZ. W 1990 i 1992 jako delegat brał udział w Walnym Zebraniu Delegatów Regionu Gdańskiego NSZZ „Solidarność”. W latach 1990–1991 był radnym miasta i gminy Kościerzyna, a później (1991–1994) radnym miasta Kościerzyny.